# 中国电影导演协会2015年度表彰大会
中国电影导演协会2015年度表彰大会是中国电影导演协会对2015年中国电影给予的表彰，於2016年3月11日公布入围名单，共25部电影作品。3月28日公布提名名单，4月10日举行表彰大会。

## 表彰项目
评委会表彰
- 年度导演
- 年度影片
- 年度男演员
- 年度女演员
- 年度青年导演
- 年度编剧
- 评委会特别奖（颁发给音乐、摄影指导、美术指导、剪辑、音响设计、特效设计及在年度有特殊贡献的工作人员）

执委会表彰
- 杰出贡献导演
- 年度港台导演[4]

参评资格

## 评委会
初评委员会
张一白（主席）
终评委员会

## 入围名单
- 《狼图腾》
- 《闯入者》
- 《十二公民》
- 《道士下山》
- 《西游记之大圣归来》
- 《捉妖记》
- 《煎饼侠》
- 《滚蛋吧！肿瘤君》
- 《刺客聂隐娘》
- 《烈日灼心》
- 《港囧》
- 《解救吾先生》
- 《九层妖塔》
- 《夏洛特烦恼》
- 《喜马拉雅天梯》
- 《家在水草丰茂的地方》
- 《山河故人》
- 《一个勺子》
- 《师父》
- 《寻龙诀》
- 《老炮儿》
- 《唐人街探案》
- 《冈仁波齐》
- 《塔洛》
- 《路边野餐》

## 提名及表彰名单
按2016年4月10日现场表彰顺序先后排列 主持人为栗坤、董子健、刘昊然。
     为最终表彰获得者
| 表彰项目             | 姓名           | 电影               | 颁奖嘉宾       |
| -------------------- | -------------- | ------------------ | -------------- |
| 年度编剧             | 阿城           | 《刺客聂隐娘》     | 张会军、程耳   |
| 年度编剧             | 芦苇           | 《狼图腾》         | 张会军、程耳   |
| 年度编剧             | 曹保平、焦华静 | 《烈日灼心》       | 张会军、程耳   |
| 年度编剧             | 管虎、董润年   | 《老炮儿》         | 张会军、程耳   |
| 年度编剧             | 贾樟柯         | 《山河故人》       | 张会军、程耳   |
| 年度编剧             | 徐浩峰         | 《师父》           | 张会军、程耳   |
| 年度青年导演         | 毕赣           | 《路边野餐》       | 李玉、张杨     |
| 年度青年导演         | 徐昂           | 《十二公民》       | 李玉、张杨     |
| 年度青年导演         | 韩延           | 《滚蛋吧！肿瘤君》 | 李玉、张杨     |
| 年度青年导演         | 闫非、彭大魔   | 《夏洛特烦恼》     | 李玉、张杨     |
| 年度青年导演         | 陈思诚         | 《唐人街探案》     | 李玉、张杨     |
| 年度港台导演         | 侯孝贤         | 《刺客聂隐娘》     | 刘伟强、于冬   |
| 评委会特别表彰       | 张杨           | 《冈仁波齐》       | 王红卫、王小帅 |
| 年度女演员           | 白百何         | 《滚蛋吧！肿瘤君》 | 张强、梁静     |
| 年度女演员           | 吕中           | 《闯入者》         | 张强、梁静     |
| 年度女演员           | 舒淇           | 《刺客聂隐娘》     | 张强、梁静     |
| 年度女演员           | 宋佳           | 《师父》           | 张强、梁静     |
| 年度女演员           | 许晴           | 《老炮儿》         | 张强、梁静     |
| 年度男演员           | 冯小刚         | 《老炮儿》         | 廖凡、白百何   |
| 年度男演员           | 邓超           | 《烈日灼心》       | 廖凡、白百何   |
| 年度男演员           | 段奕宏         | 《烈日灼心》       | 廖凡、白百何   |
| 年度男演员           | 王千源         | 《解救吾先生》     | 廖凡、白百何   |
| 年度男演员           | 陈建斌         | 《一个勺子》       | 廖凡、白百何   |
| 年度杰出贡献导演表彰 | 黄蜀芹         | -                  | 张建亚、黄建新 |
| 年度影片             | -              | 《老炮儿》         | 徐峥、刘开珞   |
| 年度影片             | -              | 《狼图腾》         | 徐峥、刘开珞   |
| 年度影片             | -              | 《刺客聂隐娘》     | 徐峥、刘开珞   |
| 年度影片             | -              | 《烈日灼心》       | 徐峥、刘开珞   |
| 年度影片             | -              | 《山河故人》       | 徐峥、刘开珞   |
| 年度导演             | 管虎           | 《老炮儿》         | 王中磊、江平   |
| 年度导演             | 王小帅         | 《闯入者》         | 王中磊、江平   |
| 年度导演             | 曹保平         | 《烈日灼心》       | 王中磊、江平   |
| 年度导演             | 贾樟柯         | 《山河故人》       | 王中磊、江平   |
| 年度导演             | 徐浩峰         | 《师父》           | 王中磊、江平   |

## 外表链接
- 20160410：中国电影导演协会2015年表彰大会（页面存档备份，存于）